# Želevica
Želevica (makedonska: Желевица) är ett vattendrag i Nordmakedonien.   Det rinner genom kommunen Delčevo, i den östra delen av landet, 110 kilometer öster om huvudstaden Skopje.